# Styrgrupp
Styrgrupp är en grupp som har ansvaret att prioritera verksamheter och aktiviteter av övergripande karaktär i ett projekt. Styrgruppen består oftast av representanter från linjeorganisationen som ska ta emot projektresultatet, är resursägare till resurser i projektet samt den avdelning som beställt projektet (sponsrar projektet).